# Astragalus hezarensis
Astragalus hezarensis är en ärtväxtart som beskrevs av Zarre och Dieter Podlech. Astragalus hezarensis ingår i släktet vedlar, och familjen ärtväxter. Inga underarter finns listade i Catalogue of Life.